# Maria Gruber
Maria Gruber (* 1946 in Gaspoltshofen) ist eine österreichische Malerin, Grafikerin und Glas- und Objektkünstlerin.

## Leben und Wirken
Gruber genoss eine technische Ausbildung in Radierung bei Elfriede Trautner, in Lithografie bei Alfred Billy als Gasthörerin an der Universität für künstlerische und industrielle Gestaltung Linz und in Malerei in Salzburg bei Raphaela Toledo.
Zunächst widmete sie sich der Herstellung von Lithografien und Aquarellen, später stellte sie Entwürfe für Tapisserien und Glasfenster her, Glasobjekte, Skulpturen und Garteninstallationen entstanden in Zusammenarbeit mit der Glasmalerei-Werkstätte im Stift Schlierbach.
Sie ist Mitglied der internationalen Künstlergruppe Gruppe 30, der Künstlervereinigung Club der Begegnung und der Innviertler Künstlergilde. Die Teilnahme an internationalen Maler- und Grafikerwochen und eine rege Ausstellungstätigkeit im In- und Ausland sind die Basis für die Anerkennung als Glaskünstlerin.
Sie lebt und arbeitet in Gaspoltshofen und Bad Ischl.

## Auszeichnungen
- 1. Preis für Malerei in Südfrankreich Prix de la Fédération des Beaux-Arts (2002)
- 1. Preis beim Grand Concours International in Puget-sur-Argens an der Côte d’Azur (2003)
- Kulturmedaille des Landes Oberösterreich (1995)